# ラウリッツ・メルヒオール
ラウリッツ・メルヒオール（Lauritz Melchior, 1890年3月20日 - 1973年3月19日）は、デンマーク出身のテノール歌手。本名はレブレヒト・ヒンムル（Lebrecht Himml）。 

## 略歴
コペンハーゲンに生まれ、地元の聖歌隊でボーイソプラノとして研鑽を積み、1913年にデンマーク王立歌劇場でのレオンカヴァッロの『道化師』のシルヴィオ役で初舞台を踏んだ。1917年にヴィルヘルム・ヘロルドに師事してテノール歌手に転向し、1918年にワーグナーの『タンホイザー』で再デビューした。1920年にイギリスに渡り、ヘンリー・ウッドの指揮するプロムスに出演するなどしていたが、1922年にミュンヘンに行き、アンナ・バール・ミルデンブルクにワーグナーの歌唱法を学び、ベルリンでもエルンスト・ゲンツェバッハの薫陶を受けた。1926年からメトロポリタン歌劇場に出演し、ワーグナー歌手として活躍した。その後、1973年3月19日にサンタモニカにて没した。
著名な録音にボダンツキー指揮メトロポリタン歌劇場の『ジークフリート』、ワルター指揮の『ヴァルキューレ』がある。
第一次大戦後から第二次大戦前後というオペラ歌手の黄金期にあって傑出したヘルデンテノールであったが、何故か日本では録音が発売されることが少なく、そのために知名度も低く、評価の対象になること自体少ない。
息子のイブ・メルキオールは、映画監督、脚本家、作家。

## 出演映画
- 嘘つきお嬢さん Two Sisters from Boston (1946)
- 楽しき我が家 The Stars Are Singing (1953)